# Agecap
Agecap, Centrum för åldrande och hälsa, är ett multidisciplinärt forskningscentrum vid Göteborgs universitet. Föreståndare är Ingmar Skoog, professor i psykiatri.